# Головеньки (Тульская область)
Головеньки — село в составе Яснополянского муниципального образования Щёкинского района Тульской области РФ.

## Описание

### География
Расположено в холмистой местности, в 1 км к западу от посёлка Головеньковский — сельского административного центра, в 10 км (по автодороге) от районного центра — Щёкино.

### Название
Название получено предположительно по географическому расположению у истока речки (ручья) Головеньки, от слова «голова» — «вершина, исток реки, начало оврага».

## История
В приходе села Головеньки известно о существовании двух храмов. Один деревянный, построенный в 1744 году без колокольни во имя Воскресения Господне. Звонарня с колоколами была устроена на двух столбах. В 1825 году к церкви с западной стороны пристроили трапезную и деревянную колокольню, а саму церковь покрыли железом. В 1889 году колокольня из-за ветхости была разобрана, а колокола затем перенесены на колокольню нового каменного храма. Строительство каменного храма началось в 1856 году в сельце Головеньки — имении помещика Хрин(п)кова, который пожелал иметь церковь вблизи своего дома. Храм был достроен и
освящён после смерти первоустроителя — в 1866 году. В 1878 году церковь была сделана тёплой; в 1890 — построена каменная колокольня. В советское время храм был закрыт, колокольня утрачена.
В состав церковного прихода входили: само село; сельцо Кривцово (Кривцова, Крыльцово), Малахово (Малахова), Воздремо (Воздрима), с общей численностью прихожан 1422 человека, в том числе прихожан военного ведомства — 33 человека; купцов, мещан — 31 (по состоянию на 1857 год). В селе имелись церковно-приходская школа (с 1881 года) и земская.
В 1859 году в селе насчитывалось 20 крестьянских дворов; в 1915 — 65 дворов. Известно, что в селе в 1861 году Л. Н. Толстой открыл волостное училище для крестьян.

## Население
| Годы      | 1857  | 1859 | 1915 | 2010 |
| --------- | ----- | ---- | ---- | ---- |
| Население | 290 * | 320  | 439  | 39   |

*) из них 279 — крестьяне крепостные помещичьи